# Liste der Baudenkmäler in Thalmässing

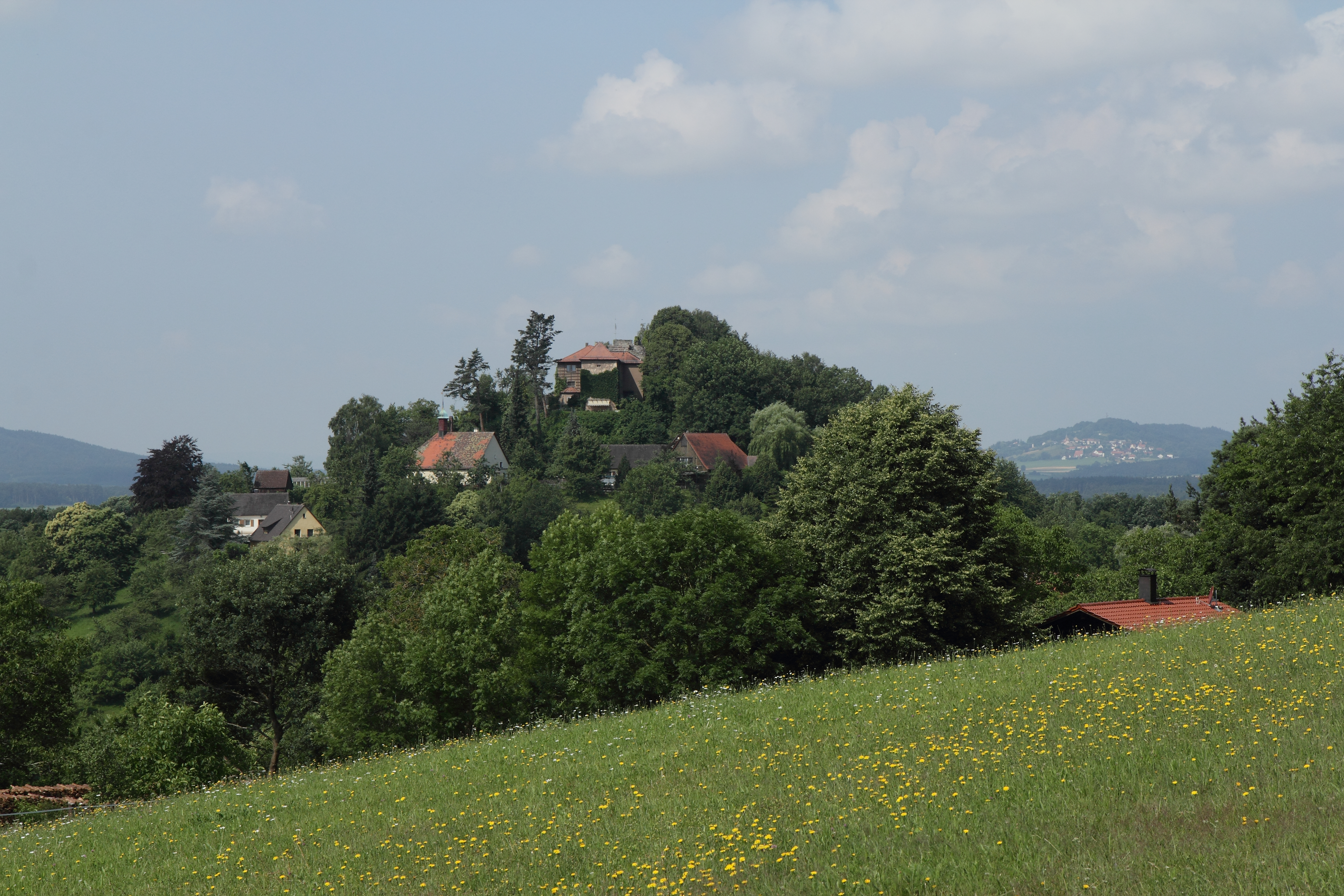
Burgruine Stauf

Auf dieser Seite sind die Baudenkmäler in dem mittelfränkischen Markt Thalmässing zusammengestellt. Diese Tabelle ist eine Teilliste der Liste der Baudenkmäler in Bayern. Grundlage ist die Bayerische Denkmalliste, die auf Basis des Bayerischen Denkmalschutzgesetzes vom 1. Oktober 1973 erstmals erstellt wurde und seither durch das Bayerische Landesamt für Denkmalpflege geführt wird. Die folgenden Angaben ersetzen nicht die rechtsverbindliche Auskunft der Denkmalschutzbehörde.

## Baudenkmäler nach Ortsteilen

### Thalmässing
| Lage                                  | Objekt                                                 | Beschreibung | Akten-Nr.      | Bild                                                   |
| ------------------------------------- | ------------------------------------------------------ | --- | -------------- | ------------------------------------------------------ |
| Brunnengasse 2 (Standort)             | Felsenkeller-Eingang                                   | Bruchsteinmauerwerk mit rundbogiger Türöffnung, bezeichnet mit „1574“ | D-5-76-148-3   | BW                                                     |
| Buchenweg 7 (Standort)                | Friedhof                                               | 1812 angelegt, mit Grabsteinen des 19./20. Jahrhunderts Friedhofsummauerung, teilweise verputzte Bruchsteinmauer, 18./19. Jahrhundert Torpavillon, zweigeschossiger Putzbau mit Eckrustika und Spitzhelm, im Durchgang zwei Grabsteine von 1587 und 1626 eingelassen, 1812 Aussegnungshalle, erdgeschossiger Putzbau mit Walmdach, Eckrustika und Vorhalle mit zwei stichbogigen Arkadenöffnungen, um 1812 Auffahrtsweg mit Linden-Bepflanzung           | D-5-76-148-4   | BW                                                     |
| Friedhofweg 2 (Standort)              | Bauernhaus                                             | Zweigeschossiger Satteldachbau mit verputztem Fachwerkgiebel, im Kern 18. Jahrhundert | D-5-76-148-5   | BW                                                     |
| Hauptstraße 6 (Standort)              | Gasthof                                                | Zweigeschossiger, giebelständiger Putzbau mit Satteldach, rückwärtigem Korbbogenportal und seitlichem, zweigeschossigem Traufseitflügel mit Satteldach, Sonnenuhr bezeichnet mit „1826“, Seitenflügel bezeichnet mit „1841“ | D-5-76-148-6   | Gasthof                                                |
| Hauptstraße 28 a (Standort)           | Scheune                                                | Erdgeschossiger, giebelständiger Fachwerkbau mit Satteldach, 18. Jahrhundert | D-5-76-148-2   | BW                                                     |
| Hauptstraße 32 (Standort)             | Türgewände                                             | Holz, erstes Viertel 19. Jahrhundert | D-5-76-148-8   | BW                                                     |
| Hauptstraße 36 (Standort)             | Wohnhaus                                               | Zweigeschossiger Putzbau mit Walmdach, Türgewände bezeichnet mit „1827“ | D-5-76-148-9   | BW                                                     |
| Hauptstraße 37 (Standort)             | Wohnhaus                                               | Dreigeschossiger Putzbau mit Walmdach und spätbarocken Gliederungsformen, zweite Hälfte 18. Jahrhundert | D-5-76-148-10  | BW                                                     |
| Hauptstraße 49 (Standort)             | Ehemaliges Gasthaus                                    | Zweigeschossiger, giebelständiger Satteldachbau mit verputztem Fachwerkgiebel, 18. Jahrhundert | D-5-76-148-11  | BW                                                     |
| Kirchenweg 1; Kirchenweg 3 (Standort) | Katholische Pfarrkirche St. Peter und Paul             | Putzbau mit Walmdach, Ädikulaportal und Dachturm mit oktogonalem Obergeschoss und Kuppeldach, flachgedecktes Langhaus mit eingezogenem, stichkappengewölbtem Chor, neubarock, von Otto Schulz, 1924; mit Ausstattung Pfarrhaus, Putzbau mit Walmdach und Giebelgauben, über Zwischentrakt mit Kirche verbunden, gleichzeitig | D-5-76-148-12  | weitere Bilder                                         |
| Marktplatz (Standort)                 | Kriegerdenkmal, Denkmalanlage für die Kriege seit 1866 | Ruhende Löwenfigur auf rechteckigem Steinblock auf Kalksteinsockel, von Gottfried Häußlein, 1907 eingeweiht, zuletzt im Mai 2015 umfassend restauriert | D-5-76-148-107 | Kriegerdenkmal, Denkmalanlage für die Kriege seit 1866 |
| Marktplatz 1 (Standort)               | Ehemaliges Rathaus, jetzt Museum                       | Zweigeschossiger Putzbau mit Walmdach und Dreiecksgiebel, klassizistisch, bezeichnet mit „1828“ | D-5-76-148-13  | Ehemaliges Rathaus, jetzt Museum                       |
| Marktplatz 2 (Standort)               | Gasthaus                                               | Dreiteilige Anlage mit zwei zweigeschossigen Steilgiebelbauten und traufseitigem Verbindungstrakt, östlicher Bau mit Erker, westlicher Bau bezeichnet mit „1724“ und „1870“ | D-5-76-148-14  | BW                                                     |
| Marktplatz 3 (Standort)               | Gasthaus                                               | Zweigeschossiger Sandsteinquaderbau mit Walmdach, Dreiecksgiebel und Hofdurchfahrt, bezeichnet mit „1865“ | D-5-76-148-15  | Gasthaus                                               |
| Marktplatz 9 (Standort)               | Gasthaus                                               | Zweigeschossiger Putzbau mit Satteldach und spätbarockem Portal, zweite Hälfte 18. Jahrhundert | D-5-76-148-16  | BW                                                     |
| Marktplatz 13 (Standort)              | Wohn- und Geschäftshaus                                | Zweigeschossiger Mansardwalmdachbau mit Putzgliederung und flachem Mittelrisalit mit Volutengiebel, neubarock, bezeichnet mit „1894“ | D-5-76-148-17  | BW                                                     |
| Merlesgaßweg (Standort)               | Jüdischer Friedhof                                     | 1832 angelegt, mit Grabsteinen des 19./20. Jahrhunderts | D-5-76-148-1   | BW                                                     |
| Münchener Straße 7 (Standort)         | Pfarrhof                                               | Pfarrhaus, zweigeschossiger Putzbau mit Walmdach, Eckrustika und Aufzugsgaube, barock, bezeichnet mit „1730“ Ehemalige Pfarrscheune, erdgeschossiger Satteldachbau mit Fachwerkgiebel, einseitig mit Krüppelwalm, 18. Jahrhundert Hofeinfahrt mit zwei Torpfeilern und verputzter Hofmauer, 18. Jahrhundert | D-5-76-148-18  | BW                                                     |
| Münchener Straße 9 (Standort)         | Evangelisch-lutherische Pfarrkirche St. Gotthard       | Putzbau mit Rustikagliederung, Mansardwalmdach und Fassadeneingangsturm mit abgestumpftem, geschweiftem Helmdach und Laterne, segmenttonnengewölbtes Langhaus mit eingezogenem Altarhaus in Form einer Segmentkonche mit Kuppelwölbung, im Markgrafenstil, von Wilhelm von Zocha, 1721; mit Ausstattung Friedhofseinfriedung, verputzter Steinmauer an der Südseite und Pfeilgitterzaun mit je zwei Torpfeilern an der Nord- und Westseite, gleichzeitig | D-5-76-148-20  | weitere Bilder                                         |
| Nürnberger Straße 9 (Standort)        | Bauernhaus                                             | Erdgeschossiger Satteldachbau mit Fachwerkgiebel und einseitiger Aufstockung mit Walmdach, 18. Jahrhundert, bezeichnet mit „1921“ | D-5-76-148-23  | BW                                                     |
| Schulgasse 10 (Standort)              | Ehemalige jüdische Schule                              | Zweigeschossiger Putzbau mit Walmdach, 18. Jahrhundert | D-5-76-148-24  | Ehemalige jüdische Schule                              |
| Schulgasse 12 (Standort)              | Evangelisch-lutherische Kirche St. Marien              | Zweigeschossiger Putzbau mit Walmdach und Ostturm mit Spitzhelm, Turm gotisch, wohl 14. Jahrhundert, Aufstockung 17. Jahrhundert, Langhaus um 1784, Chorumbau um 1896, Umbau zu Gemeindebibliothek und Kirche um 1980; mit Ausstattung | D-5-76-148-25  | weitere Bilder                                         |
| Stettener Straße 20 (Standort)        | Ehemalige Apotheke                                     | Zweigeschossiger Putzbau mit Walmdach, Zwerchhaus und Eckrustizierung, spätbarock, zweite Hälfte 18. Jahrhundert Toreinfahrt, zwei steinerne Torpfeiler, gleichzeitig | D-5-76-148-26  | BW                                                     |
| Weißenburger Straße 2 (Standort)      | Pfarrhof                                               | Pfarrhaus, zweigeschossiger Putzbau mit Walmdach, bezeichnet mit „1740“ Ehemaliger Pfarrstadel, erdgeschossiger Putzbau mit Steilsatteldach, 18. Jahrhundert Einfriedung, verputzte Steinmauer, 18. Jahrhundert | D-5-76-148-27  | Pfarrhof                                               |
| Weißenburger Straße 6 (Standort)      | Evangelisch-lutherische Pfarrkirche St. Michael        | Saalbau mit Putzgliederung, Satteldach und Ostturm mit oktogonalem Glockengeschoss und Zwiebelhaube mit Laterne, Turm im Kern Ende 12. Jahrhundert, barocker Neubau von Gabriel de Gabrieli, 1712; mit Ausstattung Friedhofsummauerung des alten Friedhofsteils, Bruchsteinmauer, wohl 18. Jahrhundert Zwei Grabsteine im Friedhof, nahe dem Turm, klassizistisch                                                                                        | D-5-76-148-28  | weitere Bilder                                         |

### Alfershausen
| Lage                      | Objekt                                         | Beschreibung | Akten-Nr.     | Bild           |
| ------------------------- | ---------------------------------------------- | --- | ------------- | -------------- |
| Alfershausen 1 (Standort) | Evangelisch-lutherische Pfarrkirche St. Martin | Saalbau mit Walmdach und Ostturm mit oktogonalem Obergeschoss und Spitzhelm, Turmuntergeschosse spätmittelalterlich, Langhaus von Johann David Steingruber, 1742; mit Ausstattung Friedhofsummauerung, verputzte Kalksteinmauer, wohl 18. Jahrhundert | D-5-76-148-29 | weitere Bilder |
| Alfershausen 2 (Standort) | Pfarrhaus                                      | Zweigeschossiger, traufseitiger Massivbau mit Halbwalmdach, erstes Drittel 19. Jahrhundert Pfarrstadel, erdgeschossiger, giebelseitiger Massivbau mit Satteldach, Fachwerkkniestock und -giebel, erste Hälfte 19. Jahrhundert                         | D-5-76-148-30 | BW             |
| Alfershausen 6 (Standort) | Hierzu Althaus                                 | Zweigeschossiger Giebelbau mit zwei barocken Türgewänden, 18. Jahrhundert | D-5-76-148-31 | BW             |

### Aue
| Lage              | Objekt                                           | Beschreibung | Akten-Nr.     | Bild           |
| ----------------- | ------------------------------------------------ | --- | ------------- | -------------- |
| Aue 13 (Standort) | Evangelisch-lutherische Filialkirche St. Ottilia | Chorturmanlage mit Satteldach und Turm mit spitzem Zeltdach, flachdecktes Langhaus mit Emporen und kreuzgratgewölbter, eingezogener Chor, spätgotisch, Chorturm 14./15. Jahrhundert, Erneuerung des Langhauses 2. Hälfte 17. Jahrhundert; mit Ausstattung Reste der Friedhofsummauerung mit Tor, verputzte Kalksteinmauer, bezeichnet mit „1718“ | D-5-76-148-32 | weitere Bilder |
| Aue 19 (Standort) | Türgewände                                       | Sandstein, bezeichnet mit „1848“ | D-5-76-148-33 | BW             |
| Aue 38 (Standort) | Bauernhaus                                       | Erdgeschossiger, giebelseitiger Massivbau mit Satteldach, Türgewände bezeichnet mit „1862“ Stallscheune, traufseitiger Satteldachbau mit Fachwerk-Kniestock und verschaltem Giebel, wohl gleichzeitig | D-5-76-148-34 | BW             |

### Eysölden
| Lage                                                  | Objekt                                                     | Beschreibung | Akten-Nr.      | Bild           |
| ----------------------------------------------------- | ---------------------------------------------------------- | --- | -------------- | -------------- |
| Eysölden A 11 (Standort)                              | Ehemaliges Gemeindehirtenhaus                              | Eingeschossiger, giebelseitiger Satteldachbau, im Kern Fachwerkbau, vermutlich 18. Jahrhundert, nördliche Erweiterung nach 1825 | D-5-76-148-112 | BW             |
| Eysölden A 23; Eysölden A 25; In Eysölden (Standort)  | Evangelisch-lutherische Pfarrkirche St. Thomas und Ägidius | Putzbau mit Walmdach, dreiseitigem, wenig eingezogenem Chor und westlichem Fassadenturm mit oktogonalem Obergeschoss und Spitzhelm, flachgedeckter Saalbau mit dreiseitig umlaufenden Emporen, im Ansbacher Markgrafenstil, Turm im Kern spätmittelalterlich, Turmaufstockung um 1600, Langhaus von Johann David Steingruber, 1749–52; mit Ausstattung Reste der Kirchhofbefestigung, zum Teil in späterer Kirchhofmauer erhalten, Sandstein- und Kalkstein, zum Teil verputzt, im Kern spätmittelalterlich Halbrundturm, zweigeschossiger, verputzter Massivbau mit Walmdach, spätmittelalterlich | D-5-76-148-46  | weitere Bilder |
| Eysölden A 25 (Standort)                              | Ehemaliges Kastnerhaus                                     | Zweigeschossiger, giebelseitiger Satteldachbau mit Fachwerkobergeschoss und -giebel, frühes 17. Jahrhundert, bezeichnet mit „1613“, Umbau 18./frühes 19. Jahrhundert | D-5-76-148-47  | BW             |
| Eysölden A 28 (Standort)                              | Bauernhaus                                                 | Erdgeschossiger, giebelständiger und verputzter Satteldachbau, traufseitig erschlossen, Türgewände bezeichnet mit „1788“ | D-5-76-148-40  | BW             |
| Eysölden A 37 (Standort)                              | Ehemaliges Korbhaus                                        | Erdgeschossiger, giebelständiger Satteldachbau, Sandstein, mit Fachwerkgiebel, 1807 | D-5-76-148-48  | BW             |
| Eysölden G 4 (Standort)                               | Pfarrhof                                                   | Zweigeschossiger, verputzter Massivbau mit Walmdach, wohl erste Hälfte 19. Jahrhundert Umfriedungsmauer des Pfarrhofes, verputzte Steinmauer, wohl 18./19. Jahrhundert | D-5-76-148-45  | BW             |
| Eysölden G 7; Eysölden G 5 (Standort)                 | Ehemaliges Schloss                                         | Spätgotische Vierflügelanlage mit Ecktürmen, Südosttrakt abgetragen Wohntrakt, dreigeschossiger Massivbau mit Satteldach, runden Ecktürmen mit Spitzhelmen und hofseitiger Galerie, im Kern um 1500, Umbau bezeichnet mit „1796“, Dachtragwerk bezeichnet mit „1841“ Am Südflügel Pferdestall, bezeichnet mit „1810“ Reste der ehemaligen Garteneinfriedung an der Westseite, Sandsteinquadermauer, wohl 18. Jahrhundert | D-5-76-148-39  | weitere Bilder |
| Eysölden H 1 (Standort)                               | Gemeindehaus                                               | Schmaler, zweigeschossiger Satteldachbau mit Fachwerkobergeschoss und -giebel, wohl 1. Viertel 19. Jahrhundert | D-5-76-148-41  | BW             |
| Eysölden H 5 (Standort)                               | Bauernhaus                                                 | Erdgeschossiger, giebelständiger und verputzter Satteldachbau, Türgewände bezeichnet mit „1853“ | D-5-76-148-42  | BW             |
| Eysölden H 9 (Standort)                               | Bauernhaus                                                 | Erdgeschossiger, giebelseitiger und einseitig aufgestockter Massivbau mit Frackdach und zweigeschossigem Querflügel mit Walmdach, bezeichnet mit „1844“, im Kern älter | D-5-76-148-43  | BW             |
| Eysölden H 13 (Standort)                              | Wohnstallhaus                                              | Erdgeschossiger, giebelständiger Satteldachbau mit Fachwerkgiebel, Wohn- und Stallteil parallel zum First, Türgewände bezeichnet mit „1797“, Türblatt vermutlich gleichzeitig | D-5-76-148-44  | BW             |
| Kreuzstein, westlich der Straße nach Pyras (Standort) | Zwei Steinkreuze                                           | Sandstein, wohl mittelalterlich | D-5-76-148-49  | weitere Bilder |

### Gebersdorf
| Lage                     | Objekt                                            | Beschreibung | Akten-Nr.     | Bild           |
| ------------------------ | ------------------------------------------------- | --- | ------------- | -------------- |
| Gebersdorf 6 (Standort)  | Ehemaliges Gasthaus                               | Im Kern Wohnbau eines spätmittelalterlichen Schlösschens, zweigeschossiger, giebelständiger Satteldachbau, um 1900, stark erneuert | D-5-76-148-50 | BW             |
| Gebersdorf 12 (Standort) | Ehemaliges Gütlerhaus                             | Erdgeschossiger, traufseitiger und verputzter Satteldachbau mit querlaufendem ehemaligem Stallflügel mit Fachwerkgiebel, 18. Jahrhundert, stark erneuert | D-5-76-148-51 | BW             |
| Gebersdorf 13 (Standort) | Evangelisch-lutherische Filialkirche St. Nikolaus | Zweigeschossiger Putzbau mit Halbwalmdach und auspringendem Ostturm mit oktogonalem Obergeschoss und Kuppeldach, flachgedeckter Saalbau mit umlaufenden Emporen, Markgrafenstil, um 1780/90; mit Ausstattung Kirchhofsummauerung, verputzte Steinmauer, wohl gleichzeitig | D-5-76-148-52 | weitere Bilder |

### Hagenich
| Lage                  | Objekt     | Beschreibung | Akten-Nr.     | Bild |
| --------------------- | ---------- | --- | ------------- | ---- |
| Hagenich 3 (Standort) | Bauernhaus | Erdgeschossiger, giebelseitiger und verputzter Satteldachbau mit zwei seitlichen Zwerchhäusern und traufseitigem Anbau, Mitte 19. Jahrhundert | D-5-76-148-53 | BW   |
| Hagenich 5 (Standort) | Türgewände | Sandstein, bezeichnet „1839“ | D-5-76-148-54 | BW   |
| Hagenich 6 (Standort) | Bauernhaus | Zweigeschossiger, traufseitiger Massivbau mit Satteldach und Fachwerkgiebel mit Aufzugsöffnungen, Türgewände bezeichnet „1849“                | D-5-76-148-55 | BW   |
| Hagenich 8 (Standort) | Türgewände | Sandstein, bezeichnet „1813“ | D-5-76-148-56 | BW   |

### Kleinhöbing
| Lage                      | Objekt                                                | Beschreibung                                                                                           | Akten-Nr.     | Bild |
| ------------------------- | ----------------------------------------------------- | --- | ------------- | ---- |
| Kleinhöbing 11 ()         | Scheune                                               | Abgewinkelter, erdgeschossiger Fachwerkbau mit Satteldach und verschalten Giebeln, 18./19. Jahrhundert | D-5-76-148-59 |      |
| Kleinhöbing 17 (Standort) | Ehemalige katholische Filialkirche St. Peter und Paul | Verputzter Massivbau mit Satteldach, Chor und Dachreiter abgetragen, wohl spätmittelalterlich          | D-5-76-148-60 | BW   |
| Kleinhöbing 22 ()         | Bauernhaus                                            | Erdgeschossiger, verputzter Massivbau mit Satteldach, nördlich mit Fachwerkgiebel, 18. Jahrhundert     | D-5-76-148-61 |      |
| Kleinhöbing 24 ()         | Scheune                                               | Traufseitiger Fachwerkbau mit Satteldach, 18./19. Jahrhundert                                          | D-5-76-148-62 |      |

### Offenbau
| Lage                   | Objekt                                         | Beschreibung | Akten-Nr.     | Bild           |
| ---------------------- | ---------------------------------------------- | --- | ------------- | -------------- |
| In Offenbau (Standort) | Bauernhaus                                     | Zweigeschossig mit Flachsatteldach in Jura-Bauweise, Türstock bezeichnet „1831“ | D-5-76-148-75 | Bauernhaus     |
| In Offenbau (Standort) | Scheune                                        | Massivbau mit Satteldach und Fachwerkkniestock, auf der Friedhofsmauer aufsitzend, 18./19. Jahrhundert | D-5-76-148-76 | BW             |
| Offenbau 23 (Standort) | Pfarrhof                                       | Pfarrhaus, zweigeschossiger Putzbau mit Walmdach und Zwerchhaus, erste Hälfte 19. Jahrhundert Ehemalige Pfarrscheune, traufseitiger Putzbau mit Halbwalmdach, erste Hälfte 19. Jahrhundert, modernisiert Nebengebäude, kleiner Putzbau mit abgewalmtem Dach, 19. Jahrhundert Einfriedung und Toreinfahrt, Sandsteinmauer und zum Teil verputzte Sandsteinpfeiler und Eisengittertor, 19. Jahrhundert | D-5-76-148-69 | weitere Bilder |
| Offenbau 26 (Standort) | Evangelisch-lutherische Pfarrkirche St. Erhard | Chorturmanlage mit Satteldach und Turm mit oktogonalem Glockengeschoss und Kuppeldach mit Laterne, flachgedecktes Langhaus mit einseitiger Empore und eingezogener, segmenttonnengewölbter Chor, Turmuntergeschoss 13./14. Jahrhundert, Glockengeschoss um 1730, Langhaus 1866/67; mit Ausstattung                                                                                                   | D-5-76-148-77 | weitere Bilder |
| Offenbau 28 ()         | Bauernhaus                                     | Zweigeschossiger Satteldachbau, wohl Fachwerk verputzt, hölzerner Türstock bezeichnet „1855“ | D-5-76-148-72 |                |
| Offenbau 32 ()         | Bauernhaus                                     | Erdgeschossiger, traufseitiger Satteldachbau mit Fachwerkgiebel, Ende 18. Jahrhundert | D-5-76-148-71 |                |
| Offenbau 39 ()         | Bauernhaus                                     | Erdgeschossiger, traufseitiger Putzbau mit Satteldach, Türgewände bezeichnet „1856“ | D-5-76-148-70 |                |
| Offenbau 64 ()         | Türgewände                                     | Sandstein, bezeichnet „1798“ | D-5-76-148-73 |                |
| Offenbau 69 ()         | Bauernhaus                                     | Erdgeschossiger, giebelständiger Putzbau mit Satteldach, Türgewände bezeichnet „1857“ | D-5-76-148-74 |                |

### Ohlangen
| Lage                                                  | Objekt                              | Beschreibung | Akten-Nr.     | Bild           |
| ----------------------------------------------------- | ----------------------------------- | --- | ------------- | -------------- |
| Ohlangen 5 (Standort)                                 | Bauernhaus                          | Erdgeschossiger, giebelständiger Putzbau mit Steilsatteldach und vorgelagertem, zweigeschossigem und giebelständigem Anbau mit Satteldach, Fachwerkobergeschoss und -giebel, 16./17. Jahrhundert, Anbau 18./frühes 19. Jahrhundert             | D-5-76-148-79 | Bauernhaus     |
| Ohlangen 37 (Standort)                                | Katholische Filialkirche St. Gregor | Chorturmanlage mit Satteldach und Turm mit spitzem Zeltdach, flachgedecktes Langhaus mit eingezogenem, kreuzrippengewölbtem Chor, gotisch, im Kern 14. Jahrhundert, Erweiterung des Langhauses und Turmaufstockung um 1595–99; mit Ausstattung | D-5-76-148-78 | weitere Bilder |
| Windsbach, an der Straße nach Alfershausen (Standort) | Wegkapelle                          | Putzbau mit Satteldach, 18./19. Jahrhundert | D-5-76-148-80 | BW             |

### Pyras
| Lage                                                        | Objekt | Beschreibung | Akten-Nr.      | Bild                    |
| ----------------------------------------------------------- | --- | --- | -------------- | ----------------------- |
| Kriegel; nordöstlich vor dem Ort bei dem Minbach (Standort) | Brückenfragmente einer begonnenen Kanalbrücke für die sogenannte Mindorfer Linie der damaligen Rhein-Main-Kanal-Planung | Beton und Steinverkleidung, 1938–40 | D-5-76-148-108 | weitere Bilder          |
| Pyras 21 (Standort)                                         | Ehemaliges Wohnstallhaus mit Scheuer                                                                                    | Erdgeschossiger, teils verputzter Sandsteinquaderbau mit Satteldach und Fachwerkgiebeln, erste Hälfte 19. Jahrhundert, Umbau Scheuer im Süden 1868, Zwerchhaus nach 1905 | D-5-76-148-82  | BW                      |
| Pyras 22 (Standort)                                         | Ehemaliges Gemeindehaus                                                                                                 | Erdgeschossiger, traufseitiger und verputzter Satteldachbau mit durchbrochenem Staffelgiebel und Dachreiter mit Spitzhelm, wohl Ende 19. Jahrhundert                     | D-5-76-148-83  | Ehemaliges Gemeindehaus |
| Pyras 26 (Standort)                                         | Wohnhaus, zur Brauerei gehörig                                                                                          | Zweigeschossiger, giebelständiger Sandsteinquaderbau mit Satteldach und traufseitigem Seitenflügel, bezeichnet „1829“ und „1855“                                         | D-5-76-148-84  | BW                      |

### Schwimbach
| Lage                       | Objekt                                         | Beschreibung | Akten-Nr.      | Bild                                           |
| -------------------------- | ---------------------------------------------- | --- | -------------- | ---------------------------------------------- |
| Schwimbach 1 (Standort)    | Pfarrhof                                       | Pfarrhaus, zweigeschossiger, giebelständiger Satteldachbau mit Fachwerkobergeschoss und -giebel, Ende 17./Anfang 18. Jahrhundert Pfarrscheune, giebelständiger Fachwerkbau mit Satteldach und Aufzugsdächlein, 18. Jahrhundert Weitere Scheune, Fachwerkbau mit Satteldach und Gaube, 18./19. Jahrhundert Ehemaliges Waschhaus, erdgeschossiger Steilsatteldachbau mit Fachwerkgiebel, 18./19. Jahrhundert Hofummauerung und Toreinfahrt, verputzte Steinmauer, Kalksteintorpfeiler und schmiedeeisernes Tor, 18./19. Jahrhundert | D-5-76-148-88  | BW                                             |
| Schwimbach 3 (Standort)    | Haustür                                        | Biedermeier, um Mitte 19. Jahrhundert | D-5-76-148-89  | BW                                             |
| Schwimbach 4 (Standort)    | Ehemaliges Bauernhaus                          | Zweigeschossiger, traufseitiger Satteldachbau, um Mitte 19. Jahrhundert | D-5-76-148-90  | BW                                             |
| Schwimbach 5 ()            | Ehemaliges Schul- und Lehrerhaus               | Zweigeschossiger Putzbau mit Walmdach, 1834 Vorgarten-Einfriedung, Pfeilgitterzaun auf Bruchsteinmauer, 19. Jahrhundert | D-5-76-148-91  |                                                |
| Schwimbach 6 ()            | Bauernhaus                                     | Zweigeschossiger, traufseitiger Putzbau mit Satteldach, erste Hälfte 19. Jahrhundert | D-5-76-148-92  |                                                |
| Schwimbach 8 ()            | Ehemaliges Gasthaus                            | Zweigeschossiger, modern verputzter Steilgiebelbau mit massivem Erdgeschoss und Fachwerkobergeschoss und -giebel, im Kern spätmittelalterlich; mit Ausstattung Scheune, Fachwerkbau mit Satteldach, 17./18. Jahrhundert | D-5-76-148-93  |                                                |
| Schwimbach 13 ()           | Bauernhof in Hakenform                         | Wohnstallhaus, erdgeschossiger Satteldachbau mit verputztem Fachwerkgiebel, 18. Jahrhundert Scheune, Fachwerkbau mit Satteldach, 18./19. Jahrhundert | D-5-76-148-94  |                                                |
| Schwimbach 24 (Standort)   | Ehemaliges Schulhaus                           | Erdgeschossiger Schopfwalmdachbau mit Fachwerkgiebel, Vortreppe und traufseitigem Anbau mit Halbwalmdach, Fachwerkgiebel und Dachreiter, Heimatstil, Wappenstein bezeichnet „1897“ Ehemaliger Kohlenschuppen, kleiner erdgeschossiger Fachwerkbau mit Halbwalmdach, gleichzeitig | D-5-76-148-109 | Ehemaliges Schulhaus                           |
| Schwimbach 33 b (Standort) | Evangelisch-lutherische Pfarrkirche St. Lorenz | Chorturmanlage mit Satteldach und Turm mit oktogonalem Glockengeschoss und Spitzhelm, Turmuntergeschosse 13./14. Jahrhundert, Glockengeschoss 1763, Langhaus 1859; mit Ausstattung Friedhofsummauerung, Kalksteinmauer, wohl 19. Jahrhundert | D-5-76-148-97  | Evangelisch-lutherische Pfarrkirche St. Lorenz |

### Stauf
| Lage                 | Objekt                            | Beschreibung | Akten-Nr.      | Bild           |
| -------------------- | --------------------------------- | --- | -------------- | -------------- |
| Stauf 1 b (Standort) | Ehemaliges Verwalterhaus der Burg | Erdgeschossiger Putzbau mit Krüppelwalmdach und Dachreiter, 18. Jahrhundert | D-5-76-148-98  | BW             |
| Stauf 2 (Standort)   | Burgruine Stauf                   | Hochmittelalterlich, seit Zerstörung im 13. Jahrhundert und zweiter Zerstörung 1460 Ruine, zum Teil modern ausgebaut Reste des Palas, Buckelquadermauern, wohl 13. Jahrhundert Bergfried, Sandsteinquaderbau mit Walmdach, wohl nach 1328               | D-5-76-148-99  | weitere Bilder |
| Stauf 4 (Standort)   | Wohnstallhaus                     | Putzbau mit Frackdach, zweigeschossigem, massivem Anbau mit Satteldach und erdgeschossigem Anbau in Fachwerk mit Satteldach, bezeichnet „1761“, Umbau mit Stallerweiterung an Türstock bezeichnet „1807“, erdgeschossiger Anbau, spätes 19. Jahrhundert | D-5-76-148-113 | BW             |
| Stauf 5 (Standort)   | Forstamt, ehemaliges Kastenhaus   | Zweigeschossiger, verputzter Walmdachbau mit Eckrustika, Rokoko, wohl von Johann David Steingruber, um Mitte 18. Jahrhundert Hofmauer, verputzt, gleichzeitig                                                                                           | D-5-76-148-100 | BW             |
| Stauf 10 (Standort)  | Bauernhaus                        | Erdgeschossiger Satteldachbau mit Fachwerkgiebel und Schleppgaube, Türgewände bezeichnet „1803“ | D-5-76-148-101 | BW             |
| Stauf 11 (Standort)  | Bauernhaus                        | Zweigeschossiger Massivbau mit Walmdach und Ecklisenen, wohl erste Hälfte 19. Jahrhundert, modern verputzt | D-5-76-148-102 | BW             |
| Stauf 16 (Standort)  | Ehemaliger Bauernhof              | Wohnstallhaus mit ehemaliger Bürgermeisterei, erdgeschossiger, traufseitiger und verputzter Massivbau mit Satteldach, Fachwerkkern und Gewölbekeller, 1868 wiedererrichtet Scheune, verschalter Ständerbau mit Satteldach, um 1700                      | D-5-76-148-110 | BW             |
| Stauf 24 (Standort)  | Wohnhaus                          | Zweigeschossiger, traufseitiger und verputzter Sandsteinquaderbau mit Satteldach und Vortreppe, erste Hälfte 19. Jahrhundert | D-5-76-148-103 | BW             |

### Weitere Ortsteile
| Lage                                                               | Objekt                                                   | Beschreibung | Akten-Nr.      | Bild                       |
| ------------------------------------------------------------------ | -------------------------------------------------------- | --- | -------------- | -------------------------- |
| Dixenhausen In Dixenhausen (Standort)                              | Ehemalige katholische Ortskapelle                        | Putzbau mit Satteldach und hölzernem Dachreiter, 1790 | D-5-76-148-35  | BW                         |
| Eckmannshofen Eckmannshofen 7 (Standort)                           | Bauernhaus                                               | Erdgeschossiger Massivbau mit Steilsatteldach, Türstock bezeichnet „1825“ | D-5-76-148-37  | BW                         |
| Hundszell Hundszell 1 (Standort)                                   | Bauernhaus (Altbau)                                      | Zweigeschossiger Walmdachbau, Türgewände bezeichnet „1845“ | D-5-76-148-57  | BW                         |
| Kochsmühle Aue 45; Aue 45 a (Standort)                             | Ehemaliges Müllerwohnhaus                                | Zweigeschossiger, giebelständiger Satteldachbau, im Kern 18. Jahrhundert Mühlgrabenanlage auf Wall, bepflanzt mit Weiden | D-5-76-148-63  | BW                         |
| Kolbenhof Kolbenhof 2 (Standort)                                   | Bauernhaus                                               | Teil einer ehemaligen Doppelhof-Anlage am Platz einer mittelalterlichen Kapelle, zweigeschossiger Massivbau mit Satteldach, zweite Hälfte 19. Jahrhundert Mit mehrhundertjähriger Linde | D-5-76-148-64  | BW                         |
| Landersdorf Brandfeld, an der Straße nach Göllersreuth (Standort)  | Gedenkstein für Johann Dorner                            | Säulenstumpf auf Bruchsteinsockel, bezeichnet „1894“ | D-5-76-148-66  | BW                         |
| Landersdorf Landersdorf 22 (Standort)                              | Evangelisch-lutherische Ortskapelle                      | Verputzter Massivbau mit Walmdach und östlichem Turm mit Spitzhelm, Ende 18. Jahrhundert; mit Ausstattung | D-5-76-148-65  | BW                         |
| Lohen Lohen 5 (Standort)                                           | Hölzerner Türstock und Tür                               | Biedermeier, um Mitte 19. Jahrhundert | D-5-76-148-67  | Hölzerner Türstock und Tür |
| Lohen Lohen 15; Lohen 14 1/2 (Standort)                            | Katholische Filialkirche St. Johann Evangelist           | Chorturmanlage mit Satteldach und Turm mit oktogonalem Obergeschoss und Spitzhelm, flachgedecktes Langhaus mit eingezogenem, flachgedecktem Chor, Turmuntergeschoss mittelalterlich, Langhaus und Turmaufstockung 18. Jahrhundert; mit Ausstattung Friedhofsummauerung, zum Teil verputzte Bruchsteinmauer, wohl 18. Jahrhundert | D-5-76-148-68  | weitere Bilder             |
| Reichersdorf In Reichersdorf (Standort)                            | Evangelisch-lutherische Filialkirche Johanni Enthauptung | Putzbau mit Walmdach und östlichem Turm mit flachem Zeltdach, flachgedeckter Saalbau, 1775; mit Ausstattung | D-5-76-148-85  | weitere Bilder             |
| Reichersdorf Reichersdorf 3, an der Südseite des Hauses (Standort) | Türgewände                                               | Sandstein, 18. Jahrhundert | D-5-76-148-86  | BW                         |
| Ruppmannsburg In Ruppmannsburg (Standort)                          | Evangelisch-lutherische Christuskirche                   | Saalbau mit Satteldach, Sandsteinquadergliederung und südseitigem Eingangsturm mit Spitzhelm und Uhren-Zwerchhäuschen, neuromanisch, 1892/93; mit Ausstattung | D-5-76-148-87  | weitere Bilder             |
| Tiefenbach Tiefenbach 19 (Standort)                                | Evangelisch-lutherische Filialkirche                     | Zweigeschossiger Putzbau mit dreiseitigem Chorschluss, Walmdach, Eckrustika und Dachreiter, 1753; mit Ausstattung | D-5-76-148-105 | weitere Bilder             |
| Tiefenbach Tiefenbach 20 (Standort)                                | Keilstein                                                | Bezeichnet „1827“ | D-5-76-148-106 | BW                         |

## Ehemalige Baudenkmäler
In diesem Abschnitt sind Objekte aufgeführt, die früher einmal in der Denkmalliste eingetragen waren, jetzt aber nicht mehr. Objekte, die in anderem Zusammenhang also z. B. als Teil eines Baudenkmals weiter eingetragen sind, sollen hier nicht aufgeführt werden. Aktennummern in diesem Abschnitt sind ehemalige, jetzt nicht mehr gültige Aktennummern.

| Lage                                  | Objekt                            | Beschreibung | Akten-Nr.      | Bild |
| ------------------------------------- | --------------------------------- | --- | -------------- | ---- |
| Thalmässing Hauptstraße 9 ()          | Zugehöriges Stall-Scheunengebäude | Massivbau mit einseitig weit vorkragendem Satteldach, zweischiffigem Böhmischen Kappengewölbe und Erdkeller, vermutlich ehemalige Mikwe, um 1800                     | D-5-76-148-111 |      |
| Thalmässing Hauptstraße 18 (Standort) | Ehemaliges Gasthaus               | Zweigeschossiger, giebelständiger Putzbau mit Satteldach, verputztem Fachwerkgiebel und Aufzugsdächlein, 18. Jahrhundert                                             | D-5-76-148-7   | BW   |
| Pyras Pyras 12 (Standort)             | Bauernhaus                        | Zweigeschossiger giebelständiger Satteldachbau mit Sandsteinerdgeschoss, Fachwerkobergeschoss und -giebel und seitlichen Risaliten, Türgewände bezeichnet mit „1856“ | D-5-76-148-81  | BW   |

## Abgegangene Baudenkmäler
In diesem Abschnitt sind Objekte aufgeführt, die früher einmal in der Denkmalliste eingetragen waren, jetzt aber nicht mehr existieren, z. B. weil sie abgebrochen wurden. Aktennummern in diesem Abschnitt sind ehemalige, jetzt nicht mehr gültige Aktennummern.

| Lage                                       | Objekt        | Beschreibung                                                                                     | Akten-Nr.     | Bild |
| ------------------------------------------ | ------------- | ------------------------------------------------------------------------------------------------ | ------------- | ---- |
| Thalmässing Münchener Straße 12 (Standort) | Wohnstallhaus | Zweigeschossiger, traufseitiger Satteldachbau, massiv und Fachwerk verputzt, 18./19. Jahrhundert | D-5-76-148-22 | BW   |